# NGC 1906
NGC 1906 est une petite galaxie spirale située dans la constellation du Lièvre. NGC 1906 a été découverte par l'astronome américain Francis Leavenworth en 1885.

## Caractéristiques
Sa vitesse par rapport au fond diffus cosmologique est de 3 016 ± 6 km/s, ce qui correspond à une distance de Hubble de 44,5 ± 3,1 Mpc (∼145 millions d'al).
À ce jour, quatre mesures non basées sur le décalage vers le rouge (redshift) donnent une distance de 40,050 ± 10,218 Mpc (∼131 millions d'al), ce qui est à l'intérieur des valeurs de la distance de Hubble. Notons cependant que c'est avec la valeur moyenne des mesures indépendantes, lorsqu'elles existent, que la base de données NASA/IPAC calcule le diamètre d'une galaxie et qu'en conséquence le diamètre de NGC 1906 pourrait être d'environ 9,06 kpc (∼29 600 al) si on utilisait la distance de Hubble pour le calculer.
NGC 1906 présente une large raie HI.